# 翟翕武
翟翕武（1916年7月—2018年12月16日），又名翟修慎、翟思永，男，山东博山人，中华人民共和国政治人物，曾任中共浙江省委常委、浙江省人民政府副省长。